# Украина (гостиница, Чернигов)

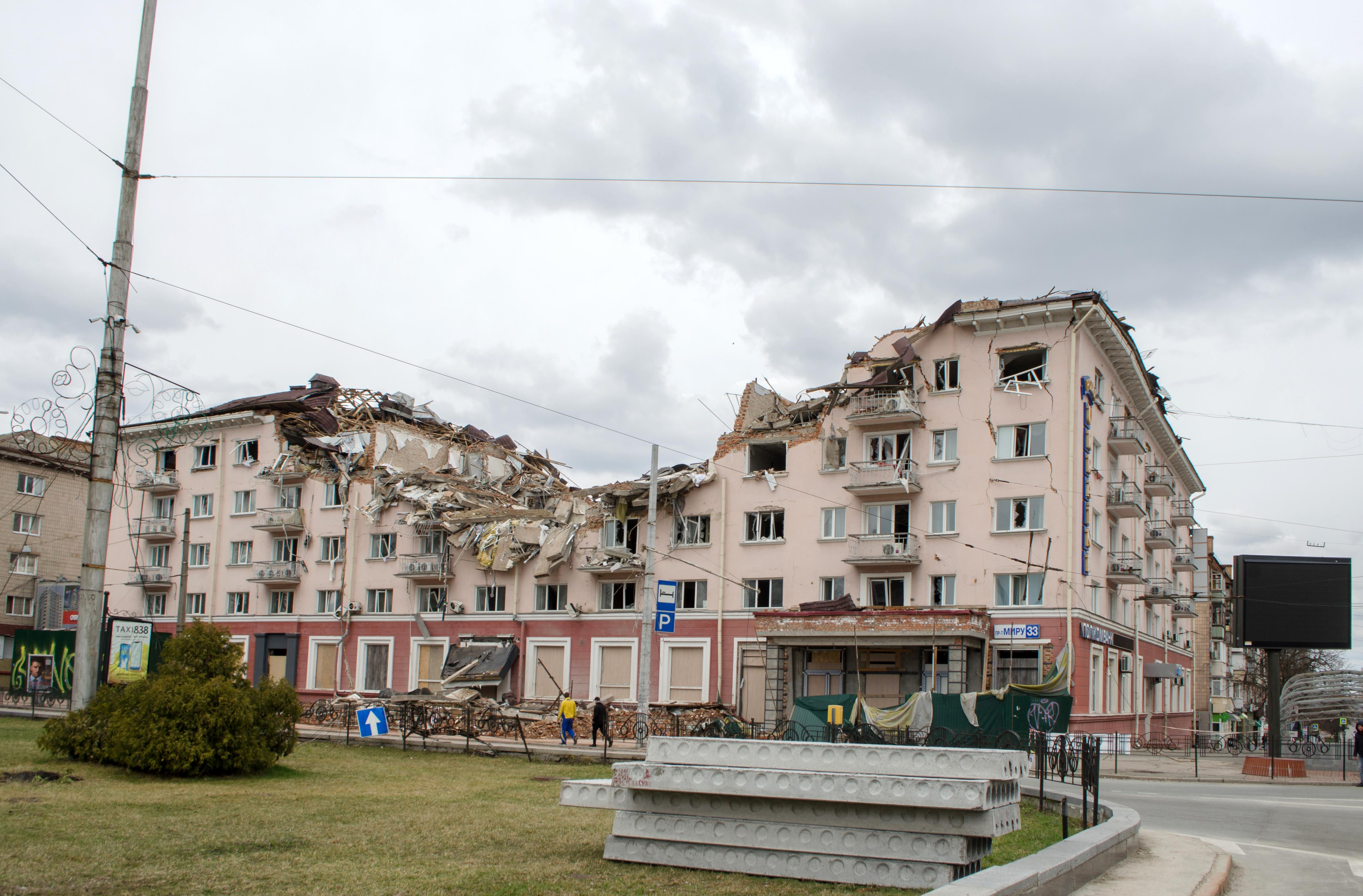
После российского удара 12 марта 2022 года

Украина (укр. Готель «Україна») — ныне закрытая гостиница в городе Чернигове.

## История
Построена в 1961 году. Пятиэтажное здание гостиницы имело 120 номеров на 254 места.
12 марта 2022 года здание было частично разрушено авиаударом в ходе вторжения России на Украину.

## Описание
5-этажное, Г-образное в плане здание, расположенное на углу проспектов Мира и Победы. Вместе с другими зданиями образовывает архитектурный ансамбль площади Героев Небесной Сотни (бывшей площади Ленина).